# Ježíšova stezka

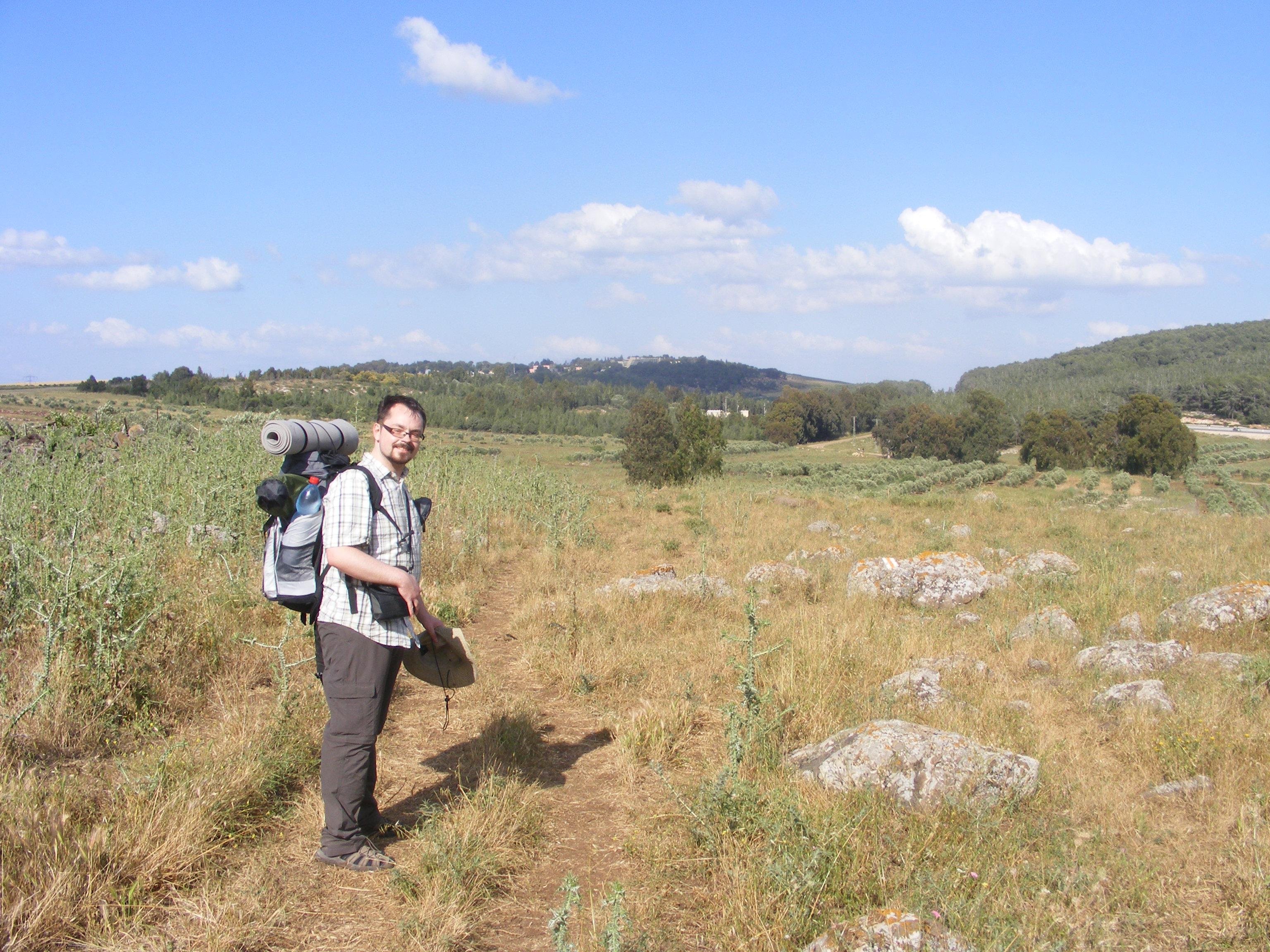
Turista na Ježíšově stezce

Ježíšova stezka (hebrejsky שביל ישו) je značená trasa v Galileji, spojující místa, na kterých podle tradice působil Ježíš Kristus. Její délka je 65 kilometrů, hlavní trasa začíná v Nazaretu a končí v Kafarnaumu. Částečně se překrývá s Izraelskou stezkou. Byla vyznačena v roce 2008 izraelským podnikatelem Maozem Inonem a americkým křesťanským odborníkem na pěší turistiku Davidem Landesem. Na Ježíšově stezce leží v bezprostřední blízkosti Kafarnaum také Hora Blahoslavenství, místo posvátného Kristova kázání.